# Boana nympha
Boana nympha é uma espécie de anfíbio da família Hylidae. Pode ser encontrada no Equador, Peru, Colômbia e Brasil.